# Àngel Alonso
Àngel Alonso Herrera (Benicarló, 17 december 1954), voetbalnaam Pichi Alonso, is een voormalig Spaans profvoetballer en voetbalcoach.

## Loopbaan als voetballer
Pichi Alonso speelde als profvoetballer bij Real Zaragoza (1978-1982), FC Barcelona (1982-1986) en RCD Espanyol (1986-1989). Met FC Barcelona won hij de Spaanse landstitel (1985), de Copa del Rey (1983), de Copa de la Liga (1982, 1986) en de Supercopa (1984). In het seizoen 1985/1986 had Pichi Alonso een belangrijk aandeel in het bereiken van de finale van de Europa Cup I door FC Barcelona. In de halve finale tegen het Zweedse IFK Göteborg verloor FC Barcelona de eerste wedstrijd met 3-0. Door drie doelpunten van Pichi Alonso in de return, volgden verlengingen waarna de Catalaanse club zich via strafschoppen alsnog plaatste voor de finale. Deze finale werd echter na strafschoppen verloren van Steaua Boekarest, nadat de wedstrijd in 0-0 was geëindigd. Pichi Alonso was een van de vier FC Barcelona-spelers waarvan de penalty door Steaua-doelman Helmuth Ducadam werd gestopt.

### Statistieken
| seizoen | club          | land   | competitie | wed. | goals |
| ------- | ------------- | ------ | ---------- | ---- | ----- |
| 1978/79 | Real Zaragoza | Spanje | competitie | 33   | 19    |
| 1979/80 | Real Zaragoza | Spanje | competitie | 33   | 19    |
| 1980/81 | Real Zaragoza | Spanje | competitie | 33   | 15    |
| 1981/82 | Real Zaragoza | Spanje | competitie | 33   | 16    |
| 1982/83 | FC Barcelona  | Spanje | competitie | 21   | 6     |
| 1983/84 | FC Barcelona  | Spanje | competitie | 8    | 2     |
| 1984/85 | FC Barcelona  | Spanje | competitie | 6    | 0     |
| 1985/86 | FC Barcelona  | Spanje | competitie | 19   | 5     |
| 1986/87 | RCD Espanyol  | Spanje | competitie | 41   | 17    |
| 1987/88 | RCD Espanyol  | Spanje | competitie | 23   | 6     |
| 1988/89 | RCD Espanyol  | Spanje | competitie | 15   | 2     |
| Totaal  |               |        |            | 265  | 107   |

## Loopbaan als coach
Pichi Alonso begon zijn loopbaan als coach als assistent van Víctor Muñoz bij Real Mallorca. Vervolgens was hij van 1990 tot 2005 actief als bondscoach van het Catalaans elftal. In de zomer van 2006 werd Pichi Alonso aangesteld als coach van het Oekraïense Metallurg Donetsk. Door zijn aanstelling als coach kwamen ook Jordi Cruijff en de Spanjaard Dani Fernández naar Metallurg.
Na teleurstellende resultaten vertrok hij in december 2006 en Pichi Alonso werd opgevolgd door de Nederlander Co Adriaanse.